# 棋王戦 (将棋)
棋王戦（きおうせん）は、共同通信社主催の将棋の棋戦で、タイトル戦のひとつ。1974年に一般棋戦として創設され、翌1975年（1期）にタイトル戦に格上げされた。前身は最強者決定戦。五番勝負の勝者は棋王のタイトル称号を得る。
2021年、コナミグループが特別協賛、大塚製薬が協賛を発表。これにより、第48期からは棋戦表記が「棋王戦コナミグループ杯」となる。

## 主催紙・経緯
棋譜は主催の共同通信社と契約している各社の新聞に連載され、「棋王戦五番勝負」も各社持ち回りの開催となっている。契約社の多くは地方新聞社であり、東京都内で発行している新聞社はない。以前は東京都内や地方紙に棋王戦が掲載されていない地域でも、日本ジャーナル出版の『週刊実話』誌でこの棋戦の棋譜を読むことができた。
元来、地方の新聞（いわゆる県紙）に掲載する棋戦は、戦後になってからは最強者決定戦（B級以上が対象）と古豪新鋭戦（C級と三段が対象）があり、共同通信社が主催していた。最強者決定戦は棋王戦へ移行し、1974年度に優勝棋戦として開催され、翌1975年度からタイトル戦となる。古豪新鋭戦は名棋戦へ移行し、棋王戦の予選としての役割も兼ねた。1981年度に名棋戦を統合、1993年度に天王戦を統合して現行の形となっている。

## 方式

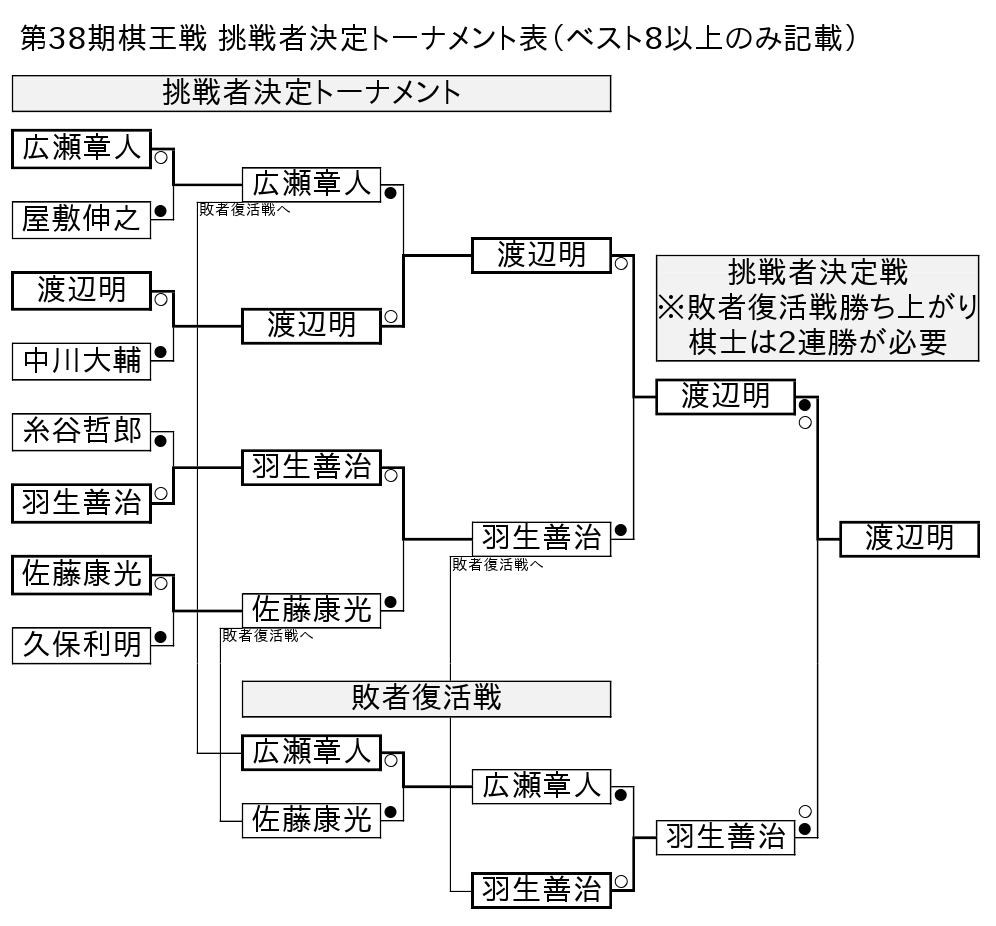
第38期棋王戦（2012年度）の挑戦者決定トーナメント表。ベスト4以上で敗れた場合敗者復活戦に回る。

挑戦者決定までに予選・挑戦者決定トーナメント・敗者復活戦・挑戦者決定戦を行う。挑戦者は棋王と五番勝負を戦い、先に3勝した棋士が新たな棋王となる。
予選から五番勝負までのすべての対局で、持ち時間は各4時間の1日制である（1987年度までは5時間）。

### 予選
シード者以外の順位戦B級2組以下の棋士と、女流棋士1名、アマ名人が参加する。トーナメント方式で予選通過枠は8人である。1974年度から1980年度までの7回は、予選通過者の8名で優勝者をきめる「名棋戦」が行われた。
女流名人の参加者からは里見香奈が第48期に挑戦者決定トーナメントに進出した。アマ名人の参加者から挑戦者決定トーナメントに進出した者はまだいないが、小牧毅が予選の準決勝まで進出したことがある。
予選での持ち時間は4時間、計時方式は第48期までは「ストップウォッチ方式」、第49期以降は消費時間を秒単位で積算する「チェスクロック方式」となっている。

### 挑戦者決定トーナメント
予選通過者とシード者の計30人余でのトーナメントを行う。シード者は以下の通りである。
- 前期挑戦者決定トーナメントベスト4以上（前期番勝負で棋王保持者が敗れた場合を含む）
- タイトル保持者
- 順位戦B級1組以上

予選通過者は2回戦から、前期ベスト4の棋士は3回戦から登場する。
2021年2月より、女流棋士およびアマチュアが挑戦者決定トーナメントベスト8まで勝ち進んだ場合に、棋士編入試験の受験資格を与えられることとなった。
準決勝から挑戦者決定二番勝負まで
挑戦者決定トーナメントを勝ち抜いた1名（挑戦者決定二番勝負へ進出＝勝者組）を決めるほかに、
棋王戦特有のシステムとして、準決勝以上は2敗失格制となり、本戦の準決勝・決勝と並行して敗者復活戦が行われる。
- 敗者復活戦

本戦の準決勝敗者2名および決勝敗者1名によって行われるトーナメント。勝ち抜いた1名が挑戦者決定二番勝負に進出する（敗者組）。第17期までは準々決勝敗者4名も敗者復活戦に参加していた。
- 敗者復活戦 1回戦 - 本戦の準決勝で敗退した棋士2名による勝負
- 敗者復活戦 決勝 - 本戦の決勝で敗退した棋士と復活戦1回戦勝者による勝負

- 挑戦者決定二番勝負

挑戦者決定トーナメントの優勝者（勝者組）と敗者復活戦の勝者（敗者組）との変則二番勝負による挑戦者決定戦を行う。
第1局で敗者組が勝利した場合のみ第2局を実施する。手番の先後は第1局でも第2局でも振り駒を行って決定する。
「変則二番勝負」のため、挑戦権の獲得条件は勝者組と敗者組とで異なる。
＜挑戦決定条件＞
（勝者組）挑戦者決定トーナメントの優勝者 - 1勝で挑戦権獲得。
（敗者組）敗者復活戦の勝者 - 2連勝で挑戦権獲得。
在籍期限を満了したフリークラス編入棋士の特例参加
挑戦者決定トーナメントのベスト4進出者が、フリークラス規定の在籍期限を満了したフリークラス編入棋士である場合、その在籍期限満了者は他棋戦については出場資格がなくなるが、棋王戦については次年度の棋戦に参加が可能となり、引退とはならない（2010年7月9日以降）。

### 棋王戦五番勝負
棋王と挑戦者が五番勝負を戦い、先に3勝したほうが新たな棋王となる。五番勝負は全国各地の旅館などで実施されるが、予選などと同じく、東京・大阪の将棋会館が会場となることもある。また北國新聞社の主催する対局が入るのが恒例で（2019年は第1局、それ以外の年は第2局）、2009年より同紙の本社がある北國新聞会館で対局が行われている。
番勝負の模様はABEMA 将棋チャンネルで完全生中継される。2020年まではニコニコ生放送でも配信されていた。

### 方式の遍歴
| 期     | 棋王戦番勝負 | 棋王戦番勝負                                                                     | 挑戦者決定トーナメント                                                 | 挑戦者決定トーナメント | 挑戦者決定トーナメント        | 挑戦者決定トーナメント                                                               | 予選              | 予選                       | 予選                                                         |
| 期     | 持ち 時間    | 方式                                                                             | 挑戦者決定戦                                                           | 持ち 時間              | 敗者復活 (2敗失格制)          | シード                                                                               | 通過 人数         | 持ち 時間                  | 出場資格                                                     |
| ------ | ------------ | -------------------------------------------------------------------------------- | ---------------------------------------------------------------------- | ---------------------- | ----------------------------- | ------------------------------------------------------------------------------------ | ----------------- | -------------------------- | ------------------------------------------------------------ |
| 第1回  | 5時間        | 三番勝負                                                                         | (両者 番勝負進出)                                                      | 不明                   | ベスト16 以上                 | ・名人および十段(2回戦シード) ・B級1組以上24名                                       | 4名               | 不明                       | B級2組以下 (予選通過者で『名棋戦』を実施)                    |
| 第1期  | 5時間        | 【三者リーグ戦】 (2回総当り) ・第1回棋王 ・トーナメント全勝者 ・敗者復活戦優勝者 | (両者 番勝負進出)                                                      | 5時間                  | (第1-17期) ベスト8 以上       | (第1-9期) ・名人およびB級1組以上 ・前期成績優秀者                                    | (第1期 0以降) 8名 | 5時間                      | B級2組以下 (予選通過者で『名棋戦』を実施)                    |
| 2～6   | 5時間        | 五番勝負                                                                         | (第2-17期) 一番勝負                                                    | 5時間                  | (第1-17期) ベスト8 以上       | (第1-9期) ・名人およびB級1組以上 ・前期成績優秀者                                    | (第1期 0以降) 8名 | 5時間                      | B級2組以下 (予選通過者で『名棋戦』を実施)                    |
| 7～9   | 5時間        | 五番勝負                                                                         | (第2-17期) 一番勝負                                                    | (第7期 0以降) 4時間    | (第1-17期) ベスト8 以上       | (第1-9期) ・名人およびB級1組以上 ・前期成績優秀者                                    | (第1期 0以降) 8名 | (第7期 0以降) 4時間        | (第7-19期) B級2組以下                                        |
| 10～16 | 5時間        | 五番勝負                                                                         | (第2-17期) 一番勝負                                                    | (第7期 0以降) 4時間    | (第1-17期) ベスト8 以上       | (第10-17期) ・名人およびB級1組以上 ・前期ベスト8 ・タイトル保持者                    | (第1期 0以降) 8名 | (第7期 0以降) 4時間        | (第7-19期) B級2組以下                                        |
| 17     | 4時間        | 五番勝負                                                                         | (第2-17期) 一番勝負                                                    | (第7期 0以降) 4時間    | (第1-17期) ベスト8 以上       | (第10-17期) ・名人およびB級1組以上 ・前期ベスト8 ・タイトル保持者                    | (第1期 0以降) 8名 | (第7期 0以降) 4時間        | (第7-19期) B級2組以下                                        |
| 18～19 | 4時間        | 五番勝負                                                                         | (第18期以降) 変則二番勝負 【タイトル挑戦】 勝者組 = 1勝 敗者組 = 2連勝 | (第7期 0以降) 4時間    | (第18期 000以降) ベスト4 以上 | (第18期以降) ・前期ベスト4（3回戦シード） ・B級1組以上 ・タイトル保持者 ・永世称号者 | (第1期 0以降) 8名 | (第7期 0以降) 4時間        | (第7-19期) B級2組以下                                        |
| 20～48 | 4時間        | 五番勝負                                                                         | (第18期以降) 変則二番勝負 【タイトル挑戦】 勝者組 = 1勝 敗者組 = 2連勝 | (第7期 0以降) 4時間    | (第18期 000以降) ベスト4 以上 | (第18期以降) ・前期ベスト4（3回戦シード） ・B級1組以上 ・タイトル保持者 ・永世称号者 | (第1期 0以降) 8名 | (第7期 0以降) 4時間        | (第20期以降) ・B級2組以下 ・女流名人 ・アマ名人              |
| 49～   | 4時間        | 五番勝負                                                                         | (第18期以降) 変則二番勝負 【タイトル挑戦】 勝者組 = 1勝 敗者組 = 2連勝 | (第7期 0以降) 4時間    | (第18期 000以降) ベスト4 以上 | (第49期以降) ・前期ベスト4（3回戦シード） ・B級1組以上 ・タイトル保持者              | (第1期 0以降) 8名 | 4時間 チェス クロック 方式 | (第49期以降) ・B級2組以下 ・女流タイトル保持者1名 ・アマ名人 |

- 第17期以前における、敗者復活組の勝ち上がりは、

【準々決勝 敗者(4名)によるトーナメントの勝者A】
【準決勝 敗者(2名)の直接対決勝者B】
上記2名が対戦し、その勝者(AかB)と【決勝敗者C】との対戦の勝者が挑戦者決定戦進出者となる。
- 第17期以前は挑戦者決定戦は一番勝負だったが、
「トーナメント決勝まで無敗で来た人間だけ敗者復活できないのはおかしい」
との異論があって、第18期以降は現行方式に変更された（勝者組は第2局が敗者復活に相当する）。

## 永世棋王
永世称号である「永世棋王」の資格は、棋王位を連続5期以上保持した棋士に与えられる。現在、将棋界の永世称号タイトルの中で「連続期数」でなければ永世位を獲得できないのは「永世棋王」のみである。
2022年4月現在、永世棋王の資格を持つ棋士は、羽生善治（第20期で獲得）、渡辺明（第42期で獲得）の2名である。
1. 羽生善治 - 1995年03月10日 獲得（当時24歳05か月、引退後の就位予定）
＿＿＿＿＿ 連続5期獲得（第16期 - 第20期）
2. 渡辺明＿ - 2017年03月27日 獲得（当時32歳11か月、引退後の就位予定）
＿＿＿＿＿ 連続5期獲得（第38期 - 第42期）

（以上2名、永世棋王 資格獲得順）

## 歴代五番勝負
| 番勝負勝敗（左側＜番勝負：棋王／挑決：全勝者＞から見た勝敗） ○：勝ち ●：負け 千：千日手 持：持将棋 棋王戦五番勝負 \| 太字 \| ：棋王獲得者（五番勝負勝者） \| 太字永 \| ：永世資格獲得者（五番勝負勝者） \| - 第1回はトーナメント戦による決勝三番勝負の成績 挑戦者決定二番勝負（第18期以降） - 全勝進出者は1勝相当のアドバンテージ(☆)、敗者復活は2勝で挑戦権を得る。 |                              |        |                                  |
| 太字 | ：棋王獲得者（五番勝負勝者） | 太字永 | ：永世資格獲得者（五番勝負勝者） |

### 一般棋戦時代
| 回 | 開催 年度 | 決勝三番勝負 | 決勝三番勝負 | 決勝三番勝負 | 敗者復活トーナメント | 敗者復活トーナメント | 名棋戦 | 名棋戦   | 名棋戦   |
| 回 | 開催 年度 | 全勝者       | 勝敗         | 敗者復活者   | 決勝敗者             | 準決勝敗者           | 回     | 優勝     | 準優勝   |
| -- | --------- | ------------ | ------------ | ------------ | -------------------- | -------------------- | ------ | -------- | -------- |
| 1  | 1974      | 内藤國雄     | ○●○          | 関根茂       | 大内延介             | 大山康晴             | 1      | 田中正之 | 加藤博二 |

### 第1期～第17期
第1期決勝リーグ戦
| 第1期 決勝進出者 | 第1期 決勝進出者 | 内藤  | 高島 | 大内  | 勝敗  | プレーオフ          |
| ---------------- | ---------------- | ----- | ---- | ----- | ----- | ------------------- |
| 第1回 棋王       | 内藤國雄         | ――    | ○/○  | 千○/● | 3 - 1 | 内藤國雄●-○大内延介 |
| 挑戦者(全勝)     | 高島弘光         | ●/●   | ――   | ●/●   | 0 - 4 | 内藤國雄●-○大内延介 |
| 挑戦者(復活)     | 大内延介         | 千●/○ | ○/○  | ――    | 3 - 1 | 内藤國雄●-○大内延介 |

| 1  | 1975 | 第1回 棋王 内藤國雄 | (リーグ戦) (別掲) | 高島弘光   | 高島弘光   | -    | 大内延介  | 真部一男★ | 大山康晴 | 2                                       | 石田和雄                                | 橋本三治                                |
| 1  | 1975 | 第1回 棋王 内藤國雄 | (リーグ戦) (別掲) | 大内延介   | 高島弘光   | -    | 大内延介  | 真部一男★ | 大山康晴 | 2                                       | 石田和雄                                | 橋本三治                                |
| 2  | 1976 | 大内延介            | ●●●－－           | 加藤一二三 | 加藤一二三 | ○｜● | 中原誠    | 森雞二★   | 真部一男 | 3                                       | 若松政和                                | 青野照市                                |
| 3  | 1977 | 加藤一二三          | ○○○－－           | 中原誠     | 中原誠     | ○｜● | 桐山清澄★ | 森安秀光  | 二上達也 | 4                                       | 佐藤大五郎                              | 佐藤義則                                |
| 4  | 1978 | 加藤一二三          | ●●○○●             | 米長邦雄   | 米長邦雄   | ○｜● | 桐山清澄★ | 二上達也  | 有吉道夫 | 5                                       | 青野照市                                | 西村一義                                |
| 5  | 1979 | 米長邦雄            | ●○●●－            | 中原誠     | 中原誠     | ○｜● | 内藤國雄★ | 二上達也  | 桐山清澄 | 6                                       | 谷川浩司                                | 青野照市                                |
| 6  | 1980 | 中原誠              | ●●○●－            | 米長邦雄   | 米長邦雄   | ○｜● | 大山康晴  | 森安秀光★ | 小野修一 | 7                                       | 北村昌男                                | 福崎文吾                                |
| 7  | 1981 | 米長邦雄            | ○●○●○             | 森安秀光   | 板谷進     | ●｜○ | 森安秀光★ | 大山康晴  | 真部一男 | (1981年度以降は0000 棋王戦の予選に統合) | (1981年度以降は0000 棋王戦の予選に統合) | (1981年度以降は0000 棋王戦の予選に統合) |
| 8  | 1982 | 米長邦雄            | ○○○－－           | 大山康晴   | 大山康晴   | ○｜● | 中原誠    | 森安秀光★ | 森雞二   | (1981年度以降は0000 棋王戦の予選に統合) | (1981年度以降は0000 棋王戦の予選に統合) | (1981年度以降は0000 棋王戦の予選に統合) |
| 9  | 1983 | 米長邦雄            | ○●○○－            | 森安秀光   | 森安秀光   | ○｜● | 板谷進    | 真部一男★ | 中原誠   | (1981年度以降は0000 棋王戦の予選に統合) | (1981年度以降は0000 棋王戦の予選に統合) | (1981年度以降は0000 棋王戦の予選に統合) |
| 10 | 1984 | 米長邦雄            | ○●●●－            | 桐山清澄   | 桐山清澄   | ○｜● | 田中寅彦  | 真部一男★ | 有吉道夫 | (1981年度以降は0000 棋王戦の予選に統合) | (1981年度以降は0000 棋王戦の予選に統合) | (1981年度以降は0000 棋王戦の予選に統合) |
| 11 | 1985 | 桐山清澄            | ●●●－－           | 谷川浩司   | 谷川浩司   | ○｜● | 勝浦修    | 有吉道夫★ | 小林健二 | (1981年度以降は0000 棋王戦の予選に統合) | (1981年度以降は0000 棋王戦の予選に統合) | (1981年度以降は0000 棋王戦の予選に統合) |
| 12 | 1986 | 谷川浩司            | ●○●●－            | 高橋道雄   | 高橋道雄   | ○｜● | 真部一男  | 板谷進★   | 中原誠   | (1981年度以降は0000 棋王戦の予選に統合) | (1981年度以降は0000 棋王戦の予選に統合) | (1981年度以降は0000 棋王戦の予選に統合) |
| 13 | 1987 | 高橋道雄            | ●●持○○●           | 谷川浩司   | 谷川浩司   | ○｜● | 大山康晴  | 中原誠★   | 脇謙二   | (1981年度以降は0000 棋王戦の予選に統合) | (1981年度以降は0000 棋王戦の予選に統合) | (1981年度以降は0000 棋王戦の予選に統合) |
| 14 | 1988 | 谷川浩司            | ○○●●●             | 南芳一     | 田中寅彦   | ●｜○ | 南芳一    | 羽生善治★ | 小林健二 | (1981年度以降は0000 棋王戦の予選に統合) | (1981年度以降は0000 棋王戦の予選に統合) | (1981年度以降は0000 棋王戦の予選に統合) |
| 15 | 1989 | 南芳一              | ○○○－－           | 大山康晴   | 大山康晴   | ○｜● | 田丸昇    | 羽生善治★ | 米長邦雄 | (1981年度以降は0000 棋王戦の予選に統合) | (1981年度以降は0000 棋王戦の予選に統合) | (1981年度以降は0000 棋王戦の予選に統合) |
| 16 | 1990 | 南芳一              | ●●○●－            | 羽生善治   | 羽生善治   | ○｜● | 小林健二★ | 高橋道雄  | 中原誠   | (1981年度以降は0000 棋王戦の予選に統合) | (1981年度以降は0000 棋王戦の予選に統合) | (1981年度以降は0000 棋王戦の予選に統合) |
| 17 | 1991 | 羽生善治            | ●○○○－            | 南芳一     | 森下卓     | ●｜○ | 南芳一★   | 谷川浩司  | 高橋道雄 | (1981年度以降は0000 棋王戦の予選に統合) | (1981年度以降は0000 棋王戦の予選に統合) | (1981年度以降は0000 棋王戦の予選に統合) |

### 第18期～現在
※挑戦者決定二番勝負の「☆」は全勝者のアドバンテージ1勝相当分を表す
| 千 ● | ○●○○ |

| ○ | 千 ○ | ●○－ |

| ☆ | 千 ● | ● |

| ○○ | 千 ○ | －－ |  |

## エピソード
- 第1期となる1976年は、第1局の内藤國雄-大内延介戦[注 11]がハワイ州ホノルルで開催され、将棋界では公式戦初の日本国外での対局となった。
  - なお、このハワイ対局は内藤対高島の予定であったが、高島が拒否したため内藤対大内戦となった（記事「高島弘光」を参照）。
  - このほか、第35期の第1局にも中国・上海市で対局が行われている。
- 「棋王」は「将棋の王」を意味する漢語で、中国語圏でも将棋チャンピオン（日本で言う名人）のことを「棋王」と呼ぶ場合がある。例えば中国のシャンチー棋士胡栄華も「棋王」を獲得している。将棋のルーツ研究を行っていた初代棋王の大内は研究旅行の度に現地の将棋類似ゲーム（シャンチーなど）の強豪と対局していたが、台湾旅行のときに台湾の棋王とシャンチーで戦っている（結果は大内の負け）[8]。韓国では「日本国将棋名人大内延介氏訪韓」と張り紙に書かれて面映かったと本人が書いている[9]
- 第3期は加藤一二三棋王に中原誠五冠（名人・十段・王将・王位・棋聖）が挑戦者となり、タイトル戦が6つになってから初の6タイトル独占を狙ったものの、加藤が3勝0敗のストレート勝ちで防衛。中原にとっては結果的に全タイトル独占となる生涯唯一の機会を逃した。
- 第7期は森安秀光がタイトル戦初登場。当時の棋王戦は第3局を新潟で行うことが多く、その場合は新潟出身の原田泰夫が立会および解説を行うのが常だったが、森安将棋の代名詞となった『だるま流』は、この時の前夜祭で咄嗟に原田が呈したもので、森安本人もこの別名を気に入り、以降はこの別名が定着した[10]。
- 第15期は、大山康晴が66歳で南芳一に挑戦。3連敗に終わったが、将棋界におけるタイトル戦登場の最年長記録となっている。なお大山は一度も棋王を獲得したことはない。
- 第16期に史上最年少で獲得した羽生善治は、ここから第27期まで最長記録の12連覇を果たし得意としていた。しかし、これ以降に獲得した48期のタイトルの内棋王はわずか1期（第30期）のみと一転苦手になった（2024年度終了時点）。
- 第24期で藤井猛は挑戦者決定戦へ進出したが、敗者復活戦から勝ち上がった佐藤康光に敗れた。この挑戦者決定戦の二番勝負で藤井は当初、先手番と後手番が交互にあると思っており、二番とも振り駒で先後を決めることを知らなかったので驚いたと後に述べた[11]。
- 第28期では丸山忠久が4連勝で敗者復活戦から勝ち上がってタイトル挑戦し、棋王を奪取した。敗者復活の条件がベスト4以上となった第18期以降において、挑戦者決定トーナメントの準決勝で敗れた者が勝ち上がって棋王戴冠を達成した初の出来事である。
- 第40期では羽生善治が挑戦者となって渡辺明と対局したが、3連敗に終わった。羽生がタイトル戦の挑戦者になってストレート負けした唯一の出来事である。
- 第45期に本田奎四段が棋王挑戦（タイトル挑戦により本田は五段昇段、タイトル戦は敗退）。初参加棋戦でのタイトル挑戦はタイトル戦史上初の快挙。またデビューから1年4か月[注 12]でのタイトル挑戦は棋王戦最速記録[12]、全タイトル戦を通じても当時歴代2位の速さ[注 13]であり、四段棋士の挑戦権獲得、順位戦C級2組在籍者の挑戦権獲得はいずれも棋王戦史上初であった。
- 上記の本田の挑戦後も初参戦棋士の活躍が続いており、ベスト4には及ばないが石川優太が第46期ベスト8、冨田誠也が第47期ベスト16、谷合廣紀が第47期ベスト8進出を果たしている。
- 第48期に里見香奈女流四冠が女流棋士初の棋戦本戦出場を決めた。またこの勝利でプロ公式戦で良いとこどりで10勝4敗とし女性初の棋士編入試験受験資格を得た。
- 挑戦者が2期連続で敗者組勝者となったのは、第23-24期および、その25年後の第48-49期の二度のみ。
- 挑戦者決定戦が勝者組優勝者と敗者組勝者による「一番勝負」であった第2-17期は、勝者組の挑戦権獲得の割合が80%超(13/16)だったのに対し、勝者組の不利を改善し「二番勝負」とした第18期以降では、勝者組の挑戦権獲得の割合が60%超(20/32、第49期まで)となっており、勝者組の挑戦権獲得は「二番勝負」の方が却って低下している。これは敗者組勝者は負けたら後がない背水の陣であるのに対し、勝者組優勝者は奢っており、しかも一戦目の負けを引きずるからである。

## 記録
第50期五番勝負終了時点
|                            | 獲得                      | 防衛                      | 五番勝負出場              | 挑戦                                                 | 挑戦者決定トーナメント参加 |
| -------------------------- | ------------------------- | ------------------------- | ------------------------- | ---------------------------------------------------- | -------------------------- |
| 最多                       | 羽生善治 通算13期         | 羽生善治 通算11期         | 羽生善治 通算17期         | \| 谷川浩司 羽生善治 佐藤康光 \| \| \| \| 通算4期 \| | 谷川浩司 通算41期          |
| 連続                       | 羽生善治 12連覇           | 羽生善治 12連覇           | 羽生善治 連続13期         | （該当者なし）                                       | 谷川浩司 連続39期          |
| 最年少                     | 第16期 羽生善治 20歳172日 | 第17期 羽生善治 21歳171日 | 第16期 羽生善治 20歳141日 | 第16期 羽生善治 20歳141日                            | 第43期 藤井聡太 15歳36日   |
| 最年長                     | 第29期 谷川浩司 41歳349日 | 第9期 米長邦雄 40歳285日  | 第15期 大山康晴 66歳340日 | 第15期 大山康晴 66歳340日                            | 第17期 大山康晴 68歳140日  |
| プロ入り後 最速            | 第16期 羽生善治 5年90日   | 第17期 羽生善治 6年89日   | 第45期 本田奎 1年123日    | 第45期 本田奎 1年123日                               | -                          |
| 女流初                     | （該当者なし）            | （該当者なし）            | （該当者なし）            | （該当者なし）                                       | 第48期 里見香奈            |
| 谷川浩司 羽生善治 佐藤康光 |                           |                           |                           | 通算4期                                              |                            |

| - 記載は棋王及び棋王戦挑戦者 - すべての項目棋王在位も含む |

| 氏名       | 棋王在位 | 棋王在位 | 五番勝負 出場 | 五番勝負 出場 | 挑決トーナメント ベスト4以上 | 挑決トーナメント ベスト4以上 | 備考               |
| 氏名       | 通算     | 連続     | 通算          | 連続          | 通算                         | 連続                         | 備考               |
| ---------- | -------- | -------- | ------------- | ------------- | ---------------------------- | ---------------------------- | ------------------ |
| 羽生善治   | 13       | 12       | 17            | 13            | 23                           | 15                           | 永世棋王           |
| 渡辺明     | 10       | 10       | 12            | 11            | 12                           | 11                           | 永世棋王           |
| 米長邦雄   | 5        | 4        | 7             | 7             | 8                            | 7                            |                    |
| 久保利明   | 3        | 3        | 5             | 4             | 8                            | 4                            |                    |
| 藤井聡太   | 3        | 3        | 3             | 3             | 3                            | 3                            | 棋王在位者(第50期) |
| 谷川浩司   | 3        | 1        | 7             | 4             | 9                            | 4                            |                    |
| 佐藤康光   | 2        | 2        | 6             | 4             | 14                           | 4                            |                    |
| 南芳一     | 2        | 2        | 5             | 4             | 8                            | 7                            |                    |
| 加藤一二三 | 2        | 2        | 3             | 3             | 3                            | 3                            |                    |
| 中原誠     | 1        | 1        | 3             | 2             | 11                           | 2                            |                    |
| 郷田真隆   | 1        | 1        | 3             | 2             | 10                           | 4                            |                    |
| 森内俊之   | 1        | 1        | 3             | 2             | 7                            | 3                            |                    |
| 高橋道雄   | 1        | 1        | 3             | 2             | 5                            | 2                            |                    |
| 桐山清澄   | 1        | 1        | 2             | 2             | 7                            | 3                            |                    |
| 丸山忠久   | 1        | 1        | 2             | 2             | 6                            | 2                            |                    |
| 大内延介   | 1        | 1        | 2             | 2             | 2                            | 2                            |                    |
| 森安秀光   | 0        | 0        | 2             | 1             | 5                            | 5                            |                    |
| 大山康晴   | 0        | 0        | 2             | 1             | 4                            | 3                            |                    |
| 永瀬拓矢   | 0        | 0        | 2             | 1             | 4                            | 2                            |                    |
| 森下卓     | 0        | 0        | 2             | 1             | 4                            | 1                            |                    |
| 広瀬章人   | 0        | 0        | 1             | 1             | 8                            | 3                            |                    |
| 佐藤天彦   | 0        | 0        | 1             | 1             | 5                            | 4                            |                    |
| 三浦弘行   | 0        | 0        | 1             | 1             | 3                            | 2                            |                    |
| 糸谷哲郎   | 0        | 0        | 1             | 1             | 3                            | 2                            |                    |
| 伊藤匠     | 0        | 0        | 1             | 1             | 2                            | 2                            |                    |
| 内藤國雄   | 0        | 0        | 1             | 1             | 2                            | 1                            |                    |
| 本田奎     | 0        | 0        | 1             | 1             | 2                            | 1                            |                    |
| 高島弘光   | 0        | 0        | 1             | 1             | 1                            | 1                            |                    |
| 千田翔太   | 0        | 0        | 1             | 1             | 1                            | 1                            |                    |
| 増田康宏   | 0        | 0        | 1             | 1             | 1                            | 1                            |                    |

| 氏名       | 通算 | 連続 | 期             | 最高成績                                        |
| ---------- | ---- | ---- | -------------- | ----------------------------------------------- |
| 清水市代   | 9    | 6    | 21-26,31-32,36 | 予選0勝                                         |
| 福間香奈   | 6    | 5    | 37,45-49       | 予選5勝(挑戦者決定トーナメント2回戦進出 第48期) |
| 中井広恵   | 4    | 2    | 20,27,29-30    | 予選1勝(予選ベスト8進出 第27期)                 |
| 矢内理絵子 | 3    | 3    | 33-35          | 予選1勝(予選ベスト8進出 第33期)                 |
| 加藤桃子   | 3    | 3    | 42-44          | 予選0勝                                         |
| 上田初美   | 2    | 2    | 38-39          | 予選1勝(予選2回戦進出 第39期)                   |
| 斎田晴子   | 1    | 1    | 28             | 予選0勝                                         |
| 甲斐智美   | 1    | 1    | 40             | 予選1勝(予選2回戦進出 第40期)                   |
| 香川愛生   | 1    | 1    | 41             | 予選1勝(予選2回戦進出 第41期)                   |
| 西山朋佳   | 1    | 1    | 50             | 予選1勝(予選2回戦進出 第50期)                   |

| 氏名       | 通算 | 連続 | 期       | 最高成績                            |
| ---------- | ---- | ---- | -------- | ----------------------------------- |
| 横山大樹   | 4    | 3    | 44,48-50 | 予選1勝(予選2回戦進出 第44,48-50期) |
| 早咲誠和   | 3    | 1    | 23,29,39 | 予選1勝(予選ベスト8進出 第29期)     |
| 鈴木純一   | 2    | 2    | 20-21    | 予選0勝                             |
| 山田敦幹   | 2    | 2    | 30-31    | 予選0勝                             |
| 渡辺健弥   | 1    | 1    | 22       | 予選0勝                             |
| 桐山隆     | 1    | 1    | 24       | 予選0勝                             |
| 田尻隆司   | 1    | 1    | 25       | 予選0勝                             |
| 瀬川晶司   | 1    | 1    | 26       | 予選0勝                             |
| 開原孝治   | 1    | 1    | 27       | 予選0勝                             |
| 長岡俊勝   | 1    | 1    | 28       | 予選0勝                             |
| 浅田拓史   | 1    | 1    | 32       | 予選1勝(予選ベスト8進出 第32期)     |
| 山田洋次   | 1    | 1    | 33       | 予選0勝                             |
| 清水上徹   | 1    | 1    | 34       | 予選2勝(予選ベスト8進出 第34期)     |
| 小牧毅     | 1    | 1    | 35       | 予選2勝(予選ベスト4進出 第35期)     |
| 山崎由太郎 | 1    | 1    | 36       | 予選0勝                             |
| 井上徹也   | 1    | 1    | 37       | 予選0勝                             |
| 今泉健司   | 1    | 1    | 38       | 予選0勝                             |
| 加來博洋   | 1    | 1    | 40       | 予選2勝(予選ベスト8進出 第40期)     |
| 城間春樹   | 1    | 1    | 41       | 予選1勝(予選2回戦進出 第41期)       |
| 小山怜央   | 1    | 1    | 42       | 予選1勝(予選2回戦進出 第42期)       |
| 天野啓吾   | 1    | 1    | 43       | 予選0勝                             |
| 鈴木肇     | 1    | 1    | 45       | 予選1勝(予選2回戦進出 第45期)       |
| 中川慧梧   | 1    | 1    | 46       | 予選1勝(予選2回戦進出 第46期)       |